# Combat de Topolobampo
Révolution mexicaine
Le combat de Topolobampo est un Engagement naval livré le 14 avril 1914 dans le port de Topolobampo (es), dans l'État de Sinaloa, pendant la Révolution mexicaine (1910-1920).

## La bataille
Après avoir provoqué la chute du président Francisco Madero, qu'il fit assassiner, le général Victoriano Huerta s'empara du pouvoir au Mexique. 
Son coup d'État suscita, entre autres, l'opposition de Venustiano Carranza un politicien, ancien sénateur  de l'État de Cohahuila au temps de Porfirio Diaz, qui s'était autoproclamé « primer jefe » du mouvement constitutionnaliste et engagea la lutte armée contre l'usurpateur.
Le 14 avril 1914, le général Álvaro Obregón, l'un des principaux officiers constitutionnalistes, qui se trouvait avec ses troupes à Topolobampo, monta à bord de la canonnière Tampico, commandée par le capitaine de frégate Hilario Rodriguez Malpica (es). Conformément au protocole, Malpica hissa son pavillon au plus haut mât de son navire, signalant ainsi la présence d'une personnalité importante.
Cela n'échappa pas au capitaine de vaisseau Ignacio Arenas, commandant des canonnières du gouvernement fédéral Guerrero et Progreso, qui décida d'attaquer.
Coincé dans un port, sans aucune possibilité de manœuvre ou de fuite, le Tampico était dans une situation désespérée lorsque le biplan Sonora, piloté par le capitaine Gustavo Salinas, assisté du mécanicien Teodoro Madariaga, surgit opportunément et attaqua le Guerrero en lui jetant des bombes, livrant ainsi l'un des premiers combat aéronaval de l'histoire (le tout premier eut lieu en 1913 durant la bataille de Lemnos lors de laquelle un pilote grec jeta quatre bombes sur un navire turc).
Dépourvu, et pour cause, de tout équipement antiaérien, le Guerrero fut incapable de repousser cette attaque totalement inédite et contraint à la fuite, pour éviter la destruction.
Le Tampico devait cependant retrouver le Guerrero le 16 juin 1914. Cette fois il n'y eut pas d'intervention providentielle et il fut incendié à l'issue d'une bataille acharnée tandis que le capitaine Malpica se suicidait pour éviter la captivité et probablement le peloton d'exécution.

## Sources
- Guy le Moing, Les 600 plus grandes batailles navales de l'histoire, Rennes, Marines, 2011, 619 p. (ISBN 978-2-357-43077-8)